# Jan Obrębski
Jan Bogdan Obrębski (ur. 27 stycznia 1943 w Międzyrzecu Podlaskim, zm. 8 września 2020 w Warszawie) – polski naukowiec, profesor nauk technicznych, specjalista w zakresie mechaniki i budownictwa (mechanika budowli, mechanika lekkich konstrukcji przestrzennych, mechanika prętów cienkościennych, metody komputerowe, wytrzymałość materiałów).

## Życiorys
Był synem Czesława Obrębskiego, bratem Barbary Obrębskiej-Starkel.
Absolwent Politechniki Warszawskiej (1966). Po uzyskaniu stopni naukowych doktora i doktora habilitowanego (rozprawa habilitacyjna Analiza i synteza numeryczna wielkich układów konstrukcyjnych, 1979) otrzymał w 1996 roku tytuł profesora nauk technicznych. Do 2020 profesor zwyczajny na Wydziale Inżynierii Lądowej Politechniki Warszawskiej w Zakładzie Wytrzymałości Materiałów, Teorii Sprężystości i Plastyczności.
Został członkiem komitetu naukowego I, II i III Konferencji Smoleńskiej (z lat 2012, 2013, 2014), skupiającej badaczy metodami nauk ścisłych katastrofy samolotu Tu-154 w Smoleńsku z 10 kwietnia 2010. W 2016 został sekretarzem Podkomisji ds. Ponownego Zbadania Wypadku Lotniczego pod Smoleńskiem, powołanej przy Komisji Badania Wypadków Lotniczych Lotnictwa Państwowego przez ministra obrony narodowej Antoniego Macierewicza.
Zmarł 8 września 2020 roku. Został pochowany w katolickiej części Cmentarza Prawosławnego w Warszawie.

## Niektóre publikacje książkowe
- Statyka heksagonalnych siatek prętowych (1972)
- Analiza i synteza numeryczna wielkich układów konstrukcyjnych (1979)
- Cienkościenne sprężyste pręty proste (1991, 1999)
- Wytrzymałość materiałów: skrypt dla studentów Wydziału Inżynierii Lądowej Politechniki Warszawskiej (1999)